# Convocazioni alla World League di pallavolo 2012
Elenco dei giocatori convocati per la World League 2012.

## Argentina
| N° | Nome                | Ruolo | Data di nascita  | Squadra             |
| -- | ------------------- | ----- | ---------------- | ------------------- |
| -  | Carlos Weber        | All   | 6 gennaio 1966   | Bolívar             |
| 1  | Gabriel Arroyo      | C     | 3 marzo 1977     | Bolívar             |
| 2  | Iván Castellani     | S/O   | 23 marzo 1991    | Bolívar             |
| 3  | Martín Blanco       | S     | 16 dicembre 1985 | Sarmiento           |
| 5  | Nicolás Uriarte     | P     | 21 marzo 1990    | Boca Juniors        |
| 6  | Cristian Poglajen   | S     | 14 luglio 1989   | Roeselare           |
| 7  | Facundo Conte       | S     | 25 agosto 1989   | Lube                |
| 8  | Mariano Gustiniano  | S     | 4 aprile 1987    | Buenos Aires Unidos |
| 9  | Rodrigo Quiroga     | S     | 23 marzo 1987    | Fenerbahçe          |
| 10 | Nicolás Bruno       | S     | 24 gennaio 1989  | Boca Juniors        |
| 11 | Sebastián Solé      | C     | 12 giugno 1991   | Bolívar             |
| 12 | Federico Pereyra    | S/O   | 19 giugno 1988   | Funadem             |
| 13 | Federico Martina    | S     | 2 novembre 1992  | Puerto San Martín   |
| 14 | Pablo Crer          | C     | 12 giugno 1989   | Bolívar             |
| 15 | Luciano De Cecco    | P     | 2 giugno 1988    | Gabeca              |
| 16 | Alexis González     | L     | 21 luglio 1981   | Tours               |
| 17 | Maximiliano Cavanna | P     | 2 luglio 1988    | La Unión de Formosa |
| 18 | Franco López        | L     | 4 febbraio 1989  | Bolívar             |
| 19 | Maximiliano Gauna   | C     | 29 aprile 1989   | Boca Juniors        |
| 21 | Pablo Bengolea      | S/O   | 8 maggio 1985    | UPCN                |
| 22 | Facundo Santucci    | L     | 6 marzo 1987     | Boca Juniors        |

## Brasile
| N° | Nome                | Ruolo | Data di nascita   | Squadra            |
| -- | ------------------- | ----- | ----------------- | ------------------ |
| -  | Bernardo de Rezende | All   | 25 agosto 1959    | Rio de Janeiro     |
| 1  | Bruno de Rezende    | P     | 2 luglio 1986     | Cimed              |
| 3  | Éder Carbonera      | C     | 19 ottobre 1983   | Cimed              |
| 4  | Wallace de Souza    | O     | 26 giugno 1987    | Sada               |
| 5  | Sidnei dos Santos   | C     | 9 luglio 1982     | Sesi               |
| 6  | Leandro Vissotto    | O     | 30 aprile 1983    | GRER               |
| 7  | Gilberto de Godoy   | S     | 23 dicembre 1976  | Cimed              |
| 8  | Murilo Endres       | S     | 3 maggio 1981     | Sesi               |
| 9  | Théo Lopes          | O     | 31 agosto 1983    | RJX                |
| 10 | Sérgio dos Santos   | L     | 15 ottobre 1975   | Sesi               |
| 11 | Thiago Alves        | S     | 26 luglio 1986    | Panasonic Panthers |
| 14 | Rodrigo Santana     | C     | 17 aprile 1979    | Sesi               |
| 15 | João Paulo Bravo    | S     | 7 gennaio 1979    | Arkas              |
| 16 | Lucas Saatkamp      | C     | 6 marzo 1986      | RJX                |
| 17 | Ricardo Garcia      | P     | 19 novembre 1975  | GRER               |
| 18 | Dante do Amaral     | S     | 30 settembre 1980 | RJX                |
| 19 | Mário Pedreira      | L     | 3 maggio 1982     | GRER               |
| 22 | Ricardo Lucarelli   | S     | 14 febbraio 1992  | Minas              |
| 25 | Maurício Silva      | S     | 4 febbraio 1989   | Sada               |

## Bulgaria
| N° | Nome              | Ruolo | Data di nascita   | Squadra             |
| -- | ----------------- | ----- | ----------------- | ------------------- |
| -  | Radostin Stojčev  | All   | 25 settembre 1969 | Trentino            |
| 1  | Georgi Bratoev    | P     | 21 ottobre 1987   | Levski Volej        |
| 4  | Vladislav Ivanov  | L     | 14 marzo 1987     | Tomis Costanza      |
| 5  | Svetoslav Gocev   | C     | 31 agosto 1990    | Pirin               |
| 6  | Matej Kazijski    | S     | 23 settembre 1984 | Trentino            |
| 7  | Martin Božilov    | L     | 11 aprile 1988    | Marek Junion-Ivkoni |
| 9  | Dobromir Dimitrov | P     | 7 luglio 1991     | Pirin               |
| 10 | Valentin Bratoev  | S     | 21 ottobre 1987   | Argos               |
| 11 | Vladimir Nikolov  | S/O   | 3 ottobre 1977    | Piacenza            |
| 12 | Viktor Josifov    | C     | 16 ottobre 1985   | M. Roma             |
| 13 | Teodor Salparov   | L     | 16 agosto 1982    | CSKA Sofia          |
| 14 | Teodor Todorov    | C     | 1º settembre 1989 | Gazprom-Jugra       |
| 15 | Todor Aleksiev    | S     | 21 aprile 1983    | Gazprom-Jugra       |
| 16 | Kostadin Gadžanov | C     | 18 marzo 1986     | Pirin               |
| 17 | Nikolaj Penčev    | S     | 22 maggio 1992    | Pirin               |
| 18 | Nikolaj Nikolov   | C     | 29 luglio 1986    | Callipo             |
| 19 | Cvetan Sokolov    | S/O   | 31 dicembre 1989  | Trentino            |
| 21 | Todor Skrimov     | S     | 9 gennaio 1990    | Paris               |

## Canada
| N° | Nome                   | Ruolo | Data di nascita   | Squadra            |
| -- | ---------------------- | ----- | ----------------- | ------------------ |
| -  | Glenn Hoag             | All   | 12 ottobre 1958   | Arkas              |
| 1  | Louis-Pierre Mainville | C     | 3 aprile 1986     | Canada             |
| 2  | Nicholas Cundy         | S     | 10 settembre 1983 | Cannes             |
| 3  | Daniel Lewis           | L     | 3 aprile 1976     | ACH Volley         |
| 4  | Joshua Howatson        | P     | 7 ottobre 1984    | Paris              |
| 6  | Justin Duff            | C     | 10 maggio 1988    | Arkas              |
| 7  | Dallas Soonias         | S/O   | 25 aprile 1984    | Hyundai Skywalkers |
| 8  | Adam Simac             | C     | 9 agosto 1983     | ACH Volley         |
| 9  | Dustin Schneider       | P     | 27 febbraio 1985  | Canada             |
| 10 | Toontje van Lankvelt   | S     | 1º luglio 1984    | Piemonte           |
| 11 | Steve Brinkman         | C     | 12 gennaio 1978   | Trentino           |
| 12 | Gavin Schmitt          | S/O   | 27 gennaio 1986   | Samsung Bluefangs  |
| 13 | Olivier Faucher        | P     | 14 settembre 1984 | Nantes             |
| 14 | Adam Kamiński          | C     | 27 maggio 1984    | Fart Kielce        |
| 15 | Frederic Winters       | S     | 25 settembre 1982 | Jaroslavič         |
| 17 | Alexandre Casias       | S     | 26 novembre 1984  | Tourcoing          |
| 18 | John Perrin            | S     | 17 agosto 1989    | Arkas              |
| 19 | Blair Bann             | L     | 26 febbraio 1988  | Canada             |
| 20 | Ciaran McGovern        | L     | 5 giugno 1989     | Canada             |

## Corea del Sud
| N° | Nome             | Ruolo | Data di nascita   | Squadra                 |
| -- | ---------------- | ----- | ----------------- | ----------------------- |
| -  | Park Ki-won      | All   | -                 | -                       |
| 1  | Jeon Kwang-in    | S     | 18 settembre 1991 | Sungkyunkwan University |
| 2  | Han Sun-soo      | P     | 16 dicembre 1985  | Korean Air Jumbos       |
| 3  | Kwon Young-min   | P     | 5 luglio 1980     | Hyundai Skywalkers      |
| 5  | Yeo Oh-hyun      | L     | 2 settembre 1978  | Samsung Bluefangs       |
| 7  | Lee Sun-kyu      | S     | 14 marzo 1981     | Hyundai Skywalkers      |
| 8  | Kim Hak-min      | S     | 4 settembre 1983  | Korean Air Jumbos       |
| 9  | Kwak Seung-suk   | S     | 23 marzo 1988     | Korean Air Jumbos       |
| 11 | Park Chul-woo    | S/O   | 25 luglio 1985    | Hyundai Skywalkers      |
| 12 | Bu Yong-chan     | L     | 23 marzo 1988     | LIG Greaters            |
| 13 | Choi Hong-suk    | S/O   | 26 giugno 1988    | Dream 6                 |
| 14 | Kim Yo-han       | S/O   | 16 agosto 1985    | LIG Greaters            |
| 16 | Kim Jeong-hwan   | S     | 23 marzo 1988     | Dream 6                 |
| 17 | Ha Kyoung-min    | C     | 27 luglio 1982    | KEPCO 45                |
| 18 | Shin Yung-suk    | C     | 4 ottobre 1986    | Dream 6                 |
| 19 | Lee Kang-joo     | S     | 30 giugno 1983    | Dream 6                 |
| 20 | Im Dong-kyu      | C     | 11 giugno 1983    | Hyundai Skywalkers      |
| 21 | Chang Kwang-kyun | S     | 14 marzo 1981     | Korean Air Jumbos       |
| 24 | Choi Min-ho      | S/O   | 28 aprile 1988    | Hyundai Skywalkers      |

## Cuba
| N° | Nome               | Ruolo | Data di nascita   | Squadra          |
| -- | ------------------ | ----- | ----------------- | ---------------- |
| -  | Orlando Samuels    | All   | -                 |                  |
| 1  | Wilfredo León      | S     | 31 luglio 1993    | Santiago de Cuba |
| 2  | Lian Estrada       | P     | 12 dicembre 1982  | Santiago de Cuba |
| 3  | Gustavo Leyva      | L     | 14 dicembre 1985  | Ciudad Habana    |
| 6  | Keibir Gutiérrez   | L     | 6 maggio 1987     | Villa Clara      |
| 8  | Rolando Cepeda     | S/O   | 13 marzo 1989     | Sancti Spiritus  |
| 10 | Danger Quintana    | C     | 19 maggio 1994    | Ciudad Habana    |
| 11 | Lázaro Fundora     | S     | 13 febbraio 1994  | Ciudad Habana    |
| 12 | Henry Bell         | S     | 27 luglio 1982    | Santiago de Cuba |
| 13 | David Fiel         | C     | 28 agosto 1993    | Ciudad Habana    |
| 14 | Yordan Bisset      | S     | 21 ottobre 1994   | Ciudad Habana    |
| 16 | Isbel Mesa         | C     | 2 giugno 1989     | Ciudad Habana    |
| 18 | Yoandri Díaz       | P     | 4 gennaio 1985    | Ciudad Habana    |
| 19 | Fernando Hernández | S/O   | 11 settembre 1989 | Ciudad Habana    |

## Finlandia
| N° | Nome                | Ruolo | Data di nascita   | Squadra              |
| -- | ------------------- | ----- | ----------------- | -------------------- |
| -  | Daniel Castellani   | All   | 21 marzo 1961     |                      |
| 2  | Eemi Tervaportti    | P     | 26 luglio 1989    | Gazélec Ajaccio      |
| 5  | Antti Siltala       | S     | 14 marzo 1984     | Łuczniczka Bydgoszcz |
| 6  | Tuomas Sammelvuo    | S     | 16 febbraio 1976  | Umbria               |
| 7  | Matti Hietanen      | S     | 3 gennaio 1983    | Trefl Gdańsk         |
| 8  | Jari Tuominen       | S     | 11 settembre 1986 | Libertas Brianza     |
| 9  | Juoni Palokangas    | S     | 23 novembre 1986  | Perungan Pojat       |
| 10 | Urpo Sivula         | S     | 15 marzo 1988     | Cavriago             |
| 11 | Jesse Mäntylä       | L     | 24 marzo 1987     | Hurrikaani-Loimaa    |
| 13 | Mikko Oivanen       | S/O   | 26 maggio 1986    | Trefl Gdańsk         |
| 15 | Matti Oivanen       | C     | 26 maggio 1986    | Forlì                |
| 16 | Olli-Pekka Ojansivu | S/O   | 31 dicembre 1987  | Avtomobilist         |
| 18 | Jukka Lehtonen      | C     | 22 febbraio 1982  | Città di Castello    |
| 19 | Pasi Hyvärinen      | L     | 22 novembre 1987  | Kyyjärven Kyky       |
| 21 | Tommi Siirilä       | C     | 5 agosto 1993     | Kokkolan Tiikerit    |
| 23 | Antti Esko          | P     | 30 luglio 1982    | Vammalan             |

## Francia
| N° | Nome                    | Ruolo | Data di nascita   | Squadra           |
| -- | ----------------------- | ----- | ----------------- | ----------------- |
| -  | Philippe Blain          | All   | 20 maggio 1960    | -                 |
| 1  | José Trèfle             | C     | 16 gennaio 1980   | Arago de Sète     |
| 2  | Jenia Grebennikov       | L     | 13 agosto 1990    | Rennes            |
| 3  | Gérald Hardy-Dessources | C     | 9 febbraio 1983   | Top Volley Latina |
| 4  | Antonin Rouzier         | S/O   | 31 marzo 1983     | ZAKSA             |
| 6  | Benjamin Toniutti       | P     | 30 ottobre 1989   | Arago de Sète     |
| 8  | Marien Moreau           | S/O   | 25 ottobre 1983   | Arago de Sète     |
| 9  | Guillaume Samica        | S     | 28 settembre 1981 | ZAKSA             |
| 10 | Jean-Philippe Sol       | C     | 1º gennaio 1986   | Stade Poitevin    |
| 12 | Earvin N'Gapeth         | S     | 12 gennaio 1991   | Piemonte          |
| 13 | Pierre Pujol            | P     | 13 luglio 1984    | Fart Kielce       |
| 15 | Samuel Tuia             | S     | 24 luglio 1986    | Kuzbass           |
| 16 | Kévin Tillie            | S     | 2 novembre 1990   | UC Irvine         |
| 18 | Jean-François Exiga     | L     | 3 marzo 1982      | Lube              |
| 20 | Kévin Le Roux           | C     | 15 maggio 1989    | Cannes            |

## Germania
| N° | Nome               | Ruolo | Data di nascita   | Squadra                  |
| -- | ------------------ | ----- | ----------------- | ------------------------ |
| -  | Vital Heynen       | All   | -                 | -                        |
| 1  | Marcus Popp        | S     | 23 settembre 1981 | BluVolley Verona         |
| 2  | Markus Steuerwald  | L     | 7 marzo 1989      | Paris                    |
| 3  | Sebastian Schwarz  | S     | 2 ottobre 1985    | Padova                   |
| 4  | Simon Tischer      | P     | 24 aprile 1982    | Dinamo Krasnodar         |
| 5  | Björn Andrae       | S     | 14 maggio 1981    | Kuzbass                  |
| 6  | Denys Kaliberda    | S     | 24 giugno 1990    | Unterhaching             |
| 8  | Marcus Böhme       | C     | 25 agosto 1985    | Friedrichshafen          |
| 9  | György Grozer      | S/O   | 27 novembre 1984  | Asseco Resovia           |
| 10 | Jochen Schöps      | S/O   | 8 ottobre 1983    | Iskra Odincovo           |
| 11 | Lukas Kampa        | P     | 29 novembre 1986  | Belogor'e                |
| 12 | Ferdinand Tille    | L     | 8 dicembre 1988   | Arago de Sète            |
| 13 | Christian Dünnes   | S/O   | 16 giugno 1984    | Unterhaching             |
| 15 | Max Günthör        | C     | 9 agosto 1985     | Unterhaching             |
| 17 | Patrick Steuerwald | P     | 3 marzo 1986      | AZS Politecnica Varsavia |
| 13 | Christian Fromm    | S     | 15 agosto 1990    | Dürener                  |

## Giappone
| N° | Nome                | Ruolo | Data di nascita   | Squadra            |
| -- | ------------------- | ----- | ----------------- | ------------------ |
| -  | Tatsuya Ueta        | All   | 25 luglio 1964    | -                  |
| 2  | Yūta Abe            | P     | 8 agosto 1981     | Toray Arrows       |
| 3  | Takeshi Nagano      | L     | 11 luglio 1985    | Panasonic Panthers |
| 5  | Daisuke Usami       | P     | 29 marzo 1979     | Panasonic Panthers |
| 6  | Yoshifumi Suzuki    | C     | 31 marzo 1983     | Suntory Sunbirds   |
| 7  | Takahiro Yamamoto   | S/O   | 12 luglio 1978    | Panasonic Panthers |
| 8  | Yuya Ageba          | S/O   | 30 settembre 1983 | FC Tokyo           |
| 9  | Takaaki Tomimatsu   | C     | 20 luglio 1984    | Toray Arrows       |
| 10 | Osamu Tanabe        | L     | 4 ottobre 1979    | Toray Arrows       |
| 11 | Yoshihiko Matsumoto | C     | 7 gennaio 1981    | Sakai Blazers      |
| 12 | Kota Yamamura       | C     | 21 ottobre 1980   | Suntory Sunbirds   |
| 13 | Kunihiro Shimizu    | S/O   | 8 novembre 1986   | Panasonic Panthers |
| 14 | Tatsuya Fukuzawa    | S     | 1º luglio 1986    | Panasonic Panthers |
| 16 | Yūsuke Ishijima     | S     | 9 gennaio 1984    | Sakai Blazers      |
| 18 | Yūta Yoneyama       | S     | 29 agosto 1984    | Toray Arrows       |
| 19 | Akira Koshiya       | S     | 12 giugno 1979    | Toray Arrows       |
| 21 | Shigeru Kondoh      | P     | 23 novembre 1982  | Toray Arrows       |

## Italia
| N° | Nome                | Ruolo | Data di nascita   | Squadra            |
| -- | ------------------- | ----- | ----------------- | ------------------ |
| -  | Mauro Berruto       | All   | 8 maggio 1969     | -                  |
| 2  | Jiří Kovář          | S     | 10 aprile 1989    | Lube               |
| 3  | Simone Parodi       | S     | 16 giugno 1986    | Lube               |
| 4  | Andrea Bari         | L     | 3 maggio 1980     | Trentino           |
| 5  | Giorgio De Togni    | C     | 7 luglio 1985     | Treviso            |
| 6  | Samuele Papi        | S     | 20 maggio 1973    | Piacenza           |
| 7  | Michał Łasko        | S/O   | 11 marzo 1981     | Jastrzębski Węgiel |
| 8  | Gabriele Maruotti   | S     | 25 marzo 1988     | M. Roma            |
| 9  | Ivan Zaytsev        | S     | 2 ottobre 1988    | M. Roma            |
| 10 | Dante Boninfante    | P     | 7 marzo 1977      | M. Roma            |
| 11 | Cristian Savani     | S     | 22 febbraio 1982  | Lube               |
| 12 | Simone Buti         | C     | 19 settembre 1983 | Gabeca             |
| 13 | Dragan Travica      | P     | 28 agosto 1986    | Lube               |
| 14 | Alessandro Fei      | C     | 29 novembre 1978  | Treviso            |
| 15 | Emanuele Birarelli  | C     | 8 febbraio 1982   | Trentino           |
| 16 | Michele Baranowicz  | P     | 5 agosto 1989     | Piemonte           |
| 17 | Andrea Giovi        | L     | 19 agosto 1983    | Umbria             |
| 18 | Giulio Sabbi        | S/O   | 8 ottobre 1989    | M. Roma            |
| 19 | Marco Falaschi      | P     | 18 settembre 1987 | New Mater          |
| 21 | Enrico Cester       | C     | 16 marzo 1988     | Top Volley Latina  |
| 22 | Francesco De Marchi | S     | 17 agosto 1986    | Padova             |
| 23 | Filippo Lanza       | S     | 3 marzo 1991      | Trentino           |
| 24 | Salvatore Rossini   | L     | 13 luglio 1986    | Gabeca             |
| 25 | Luca Vettori        | S/O   | 26 aprile 1991    | Club Italia        |

## Polonia
| N° | Nome               | Ruolo | Data di nascita   | Squadra              |
| -- | ------------------ | ----- | ----------------- | -------------------- |
| -  | Andrea Anastasi    | All   | 8 ottobre 1960    | -                    |
| 1  | Piotr Nowakowski   | C     | 18 dicembre 1987  | Asseco Resovia       |
| 2  | Michał Winiarski   | S     | 28 settembre 1983 | Skra Bełchatów       |
| 4  | Grzegorz Kosok     | C     | 2 marzo 1986      | Asseco Resovia       |
| 5  | Paweł Zagumny      | P     | 18 ottobre 1977   | ZAKSA                |
| 6  | Bartosz Kurek      | S     | 29 agosto 1988    | Skra Bełchatów       |
| 7  | Jakub Jarosz       | O     | 2 febbraio 1987   | Top Volley Latina    |
| 9  | Zbigniew Bartman   | O     | 4 maggio 1987     | Jastrzębski Węgiel   |
| 10 | Łukasz Wiśniewski  | C     | 3 febbraio 1989   | AZS Częstochowa      |
| 13 | Michał Kubiak      | S     | 18 luglio 1988    | Jastrzębski Węgiel   |
| 14 | Michał Ruciak      | S     | 22 agosto 1983    | ZAKSA                |
| 15 | Łukasz Żygadło     | P     | 2 agosto 1979     | Trentino             |
| 16 | Krzysztof Ignaczak | L     | 15 maggio 1978    | Asseco Resovia       |
| 17 | Paweł Zatorski     | L     | 21 giugno 1990    | Skra Bełchatów       |
| 18 | Marcin Możdżonek   | C     | 9 febbraio 1985   | Skra Bełchatów       |
| 25 | Dawid Konarski     | O     | 31 agosto 1989    | Łuczniczka Bydgoszcz |

## Portogallo
| N° | Nome               | Ruolo | Data di nascita   | Squadra            |
| -- | ------------------ | ----- | ----------------- | ------------------ |
| -  | Flavio Gulinelli   | All   | 14 giugno 1958    | Piemonte           |
| 1  | Marcel Gil         | C     | 8 maggio 1990     | Espinho            |
| 5  | Marco Ferreira     | S/O   | 4 ottobre 1987    | Orange Nassau      |
| 6  | Alexandre Ferreira | S     | 13 novembre 1991  | Espinho            |
| 7  | Ivo Casas          | L     | 21 settembre 1992 | Castêlo da Maia    |
| 8  | Tiago Violas       | P     | 27 marzo 1989     | Jastrzębski Węgiel |
| 10 | Filipe Pinto       | S/O   | 26 febbraio 1991  | Leixões            |
| 11 | Carlos Fidalgo     | P     | 16 maggio 1987    | Vitória            |
| 13 | Valdir Sequeira    | S/O   | 21 novembre 1981  | Libertas Brianza   |
| 14 | Flávio Cruz        | S     | 28 agosto 1982    | Benfica            |
| 15 | Rui Santos         | C     | 24 marzo 1984     | Vitória            |
| 17 | Miguel Rodriguez   | P     | 2 marzo 1993      | Benfica            |
| 18 | André Lopes        | S     | 12 settembre 1982 | Stade Poitevin     |
| 19 | Rui Moreira        | P     | 7 dicembre 1985   | Vilacondense       |
| 20 | João Simões        | S     | 11 giugno 1986    | Castêlo da Maia    |
| 21 | José Gomes         | S     | 21 ottobre 1994   | Vilacondense       |
| 24 | João Coelho        | L     | 26 giugno 1981    | Benfica            |
| 25 | Nuno Pereira       | C     | 20 gennaio 1989   | Caldas             |

## Russia
| N° | Nome                | Ruolo | Data di nascita   | Squadra               |
| -- | ------------------- | ----- | ----------------- | --------------------- |
| -  | Vladimir Alekno     | All   | 4 dicembre 1966   | Zenit-Kazan           |
| 1  | Aleksandr Abrosimov | C     | 25 luglio 1983    | Fakel                 |
| 2  | Denis Birjukov      | S     | 8 dicembre 1988   | Lokomotiv Novosibirsk |
| 3  | Nikolaj Apalikov    | C     | 26 agosto 1982    | Zenit-Kazan           |
| 4  | Taras Chtej         | S     | 22 maggio 1982    | Belogor'e             |
| 5  | Sergej Grankin      | P     | 21 gennaio 1985   | Dinamo Mosca          |
| 6  | Evgenij Sivoželez   | S     | 6 agosto 1986     | Zenit-Kazan           |
| 8  | Sergej Tetjuchin    | S     | 23 settembre 1975 | Belogor'e             |
| 9  | Aleksandr Sokolov   | L     | 1º marzo 1982     | Fakel                 |
| 10 | Jurij Berežko       | S     | 27 gennaio 1984   | Zenit-Kazan           |
| 11 | Konstantin Ušakov   | P     | 24 marzo 1970     | Kuzbass               |
| 12 | Aleksandr But'ko    | P     | 18 marzo 1986     | Lokomotiv Novosibirsk |
| 13 | Dmitrij Muserskij   | C     | 19 ottobre 1988   | Belogor'e             |
| 14 | Dmitrij Ščerbinin   | C     | 10 settembre 1989 | Dinamo Mosca          |
| 15 | Dmitrij Il'inych    | S     | 31 gennaio 1987   | Belogor'e             |
| 16 | Pavel Kruglov       | S/O   | 17 settembre 1985 | Dinamo Mosca          |
| 17 | Maksim Michajlov    | S/O   | 19 marzo 1988     | Zenit-Kazan           |
| 19 | Aleksej Rodičev     | S     | 24 marzo 1988     | Gazprom-Jugra         |
| 20 | Aleksej Območaev    | L     | 22 maggio 1989    | Zenit-Kazan           |
| 24 | Pavel Moroz         | S/O   | 26 febbraio 1987  | Kuzbass               |
| 25 | Igor' Kobzar'       | P     | 13 aprile 1991    | Gazprom-Jugra         |

## Serbia
| N° | Nome                    | Ruolo | Data di nascita   | Squadra            |
| -- | ----------------------- | ----- | ----------------- | ------------------ |
| -  | Igor Kolaković          | All   | -                 | -                  |
| 1  | Nikola Kovačević        | S     | 14 febbraio 1983  | Gubernija          |
| 2  | Uroš Kovačević          | S     | 6 maggio 1993     | ACH Volley         |
| 4  | Bojan Janić             | S     | 11 marzo 1982     | Fakel              |
| 5  | Vlado Petković          | P     | 6 gennaio 1983    | Umbria             |
| 6  | Miloš Terzić            | S     | 13 giugno 1987    | Tours              |
| 7  | Dragan Stanković        | C     | 18 ottobre 1985   | Lube               |
| 8  | Filip Vujić             | L     | 17 ottobre 1989   | Stella Rossa       |
| 10 | Miloš Nikić             | S     | 31 marzo 1986     | Gabeca             |
| 11 | Mihajlo Mitić           | P     | 17 settembre 1990 | Stella Rossa       |
| 12 | Milan Rašić             | C     | 2 febbraio 1985   | ACH Volley         |
| 13 | Tomislav Đokić          | S/O   | 27 febbraio 1986  | Foinikas Syro      |
| 14 | Aleksandar Atanasijević | S/O   | 4 settembre 1991  | Skra Bełchatów     |
| 15 | Saša Starović           | S/O   | 19 ottobre 1988   | Top Volley Latina  |
| 16 | Aleksa Brđović          | P     | 9 marzo 1993      | Partizan           |
| 18 | Marko Podraščanin       | C     | 29 agosto 1987    | Lube               |
| 19 | Nikola Rosić            | L     | 5 agosto 1984     | Friedrichshafen    |
| 20 | Srećko Lisinac          | C     | 17 maggio 1992    | Ribnica            |
| 21 | Nemanja Petrić          | S     | 28 luglio 1987    | Sir Safety Perugia |

## Stati Uniti
| N° | Nome              | Ruolo | Data di nascita  | Squadra               |
| -- | ----------------- | ----- | ---------------- | --------------------- |
| -  | Alan Knipe        | All   | -                | -                     |
| 1  | Matthew Anderson  | S     | 18 aprile 1987   | Modena                |
| 2  | Sean Rooney       | S     | 13 novembre 1982 | Gabeca                |
| 4  | David Lee         | C     | 13 novembre 1982 | Dinamo Mosca          |
| 5  | Richard Lambourne | L     | 6 maggio 1975    | Stati Uniti           |
| 6  | Paul Lotman       | S     | 3 novembre 1985  | Asseco Resovia        |
| 7  | Donald Suxho      | P     | 21 febbraio 1976 | Treviso               |
| 8  | William Priddy    | S     | 1º ottobre 1977  | Zenit-Kazan           |
| 9  | Ryan Millar       | C     | 22 gennaio 1978  | Lokomotiv Novosibirsk |
| 10 | Riley Salmon      | S     | 1º luglio 1984   | Plataneros de Corozal |
| 11 | Brian Thornton    | P     | 22 aprile 1985   | Jastrzębski Węgiel    |
| 12 | Russell Holmes    | C     | 1º luglio 1982   | Jastrzębski Węgiel    |
| 13 | Clayton Stanley   | O     | 20 gennaio 1978  | Ural                  |
| 15 | Gabriel Gardner   | O     | 18 marzo 1976    | Stati Uniti           |
| 16 | Jayson Jablonsky  | S     | 23 luglio 1985   | Tourcoing             |
| 20 | David Smith       | C     | 15 maggio 1985   | Tours                 |
| 21 | David McKienzie   | O     | 5 luglio 1979    | Kuwait SC             |